# Dicrotendipes amazonicus
Dicrotendipes amazonicus är en tvåvingeart som beskrevs av Epler 1988. Dicrotendipes amazonicus ingår i släktet Dicrotendipes och familjen fjädermyggor. Inga underarter finns listade i Catalogue of Life.